# Turczaninowia fastigiata
Turczaninowia fastigiata là một loài thực vật có hoa trong họ Cúc. Loài này được (Fisch.) DC. miêu tả khoa học đầu tiên năm 1836.